# イタリア国鉄ETR480電車
ETR 480はフィアット（現在のアルストム）が1997年から製造したペンドリーノで知られる電車方式の車体傾斜車両である。基本的な性能はETR460やETR470と変わりないが、ETR470が直流3kVとスイス国内の電化方式交流15kV、ETR460が直流3kVのみに対応しているのに対し、ETR480は今後建設されるイタリア国内の高速新線(TAV)の電化方式に備えて、直流3kVと交流25kV50Hzに対応している。編成番号はETR460から通しで付けられており31～45番の15編成がETR480に付与されている。
ETR480は新しい高速新線に対応したパンタグラフの準備工事のみされていたが、それらに対応したパンタグラフや保安装置を装備する改造を施された編成はETR485の形式が付与され現在編成のほぼすべてで改造が終わっている。